# Ignas Aleškevičius
Ignas Aleškevičius (* 27. August 1950 in Krekštėnai, Rajongemeinde Alytus; † 12. April 2010 in Litauen) war ein litauischer Politiker.

## Leben
1977 absolvierte Ignas das Studium der Agronomie an der Lietuvos žemės ūkio akademija und leistete danach den Sowjetarmeedienst. Von 1972 bis 1975 arbeitete er im Kolchos „Gimtoji žemė“ in der Rajongemeinde Alytus, von 1975 bis 1980 im Sowchos in Rimėnai, von 1980 bis 1985 im Kolchos „Volungė“, von 1995 bis 1996 war er  Bürgermeister der Rajongemeinde Alytus, von 1996 bis 1997 Mitglied im Seimas, von 1997 bis 2001 leitete er den Bezirk Alytus. Ab 2003 arbeitete er bei AB „Lytagra“.
Ab 1993 war er Mitglied von Tėvynės sąjunga. 

## Quelle
- Mirė ilgametis Alytaus krašto politikas Ignas Aleškevičius.Viena paskutiniųjų jo kalbų (video)

| Personendaten    | Personendaten                              |
| ---------------- | ------------------------------------------ |
| NAME             | Aleškevičius, Ignas                        |
| KURZBESCHREIBUNG | litauischer Politiker, Mitglied des Seimas |
| GEBURTSDATUM     | 27. August 1950                            |
| GEBURTSORT       | Krekštėnai, Rajongemeinde Alytus           |
| STERBEDATUM      | 12. April 2010                             |
| STERBEORT        | Litauen                                    |